# Công ty Thủy điện Ialy

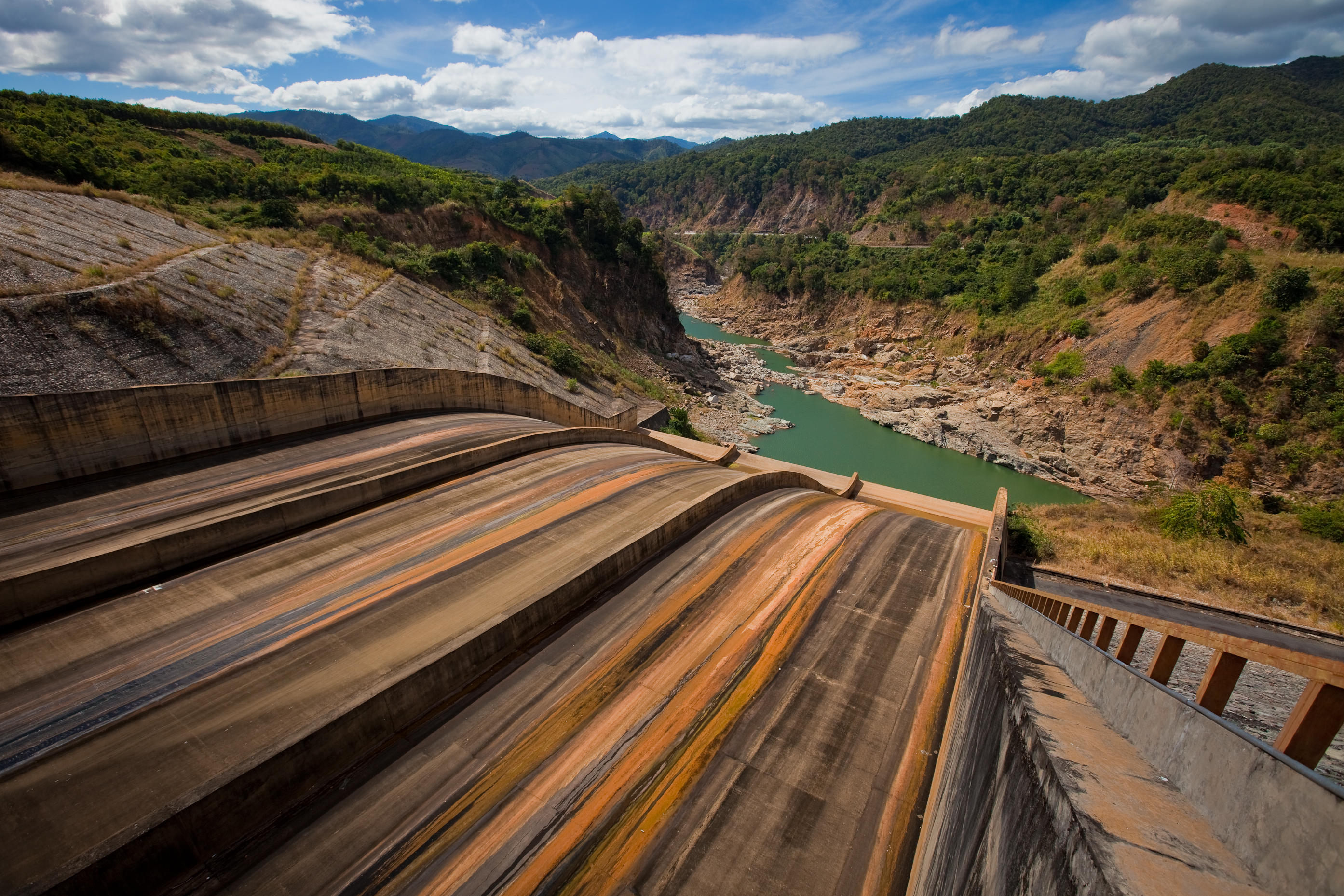

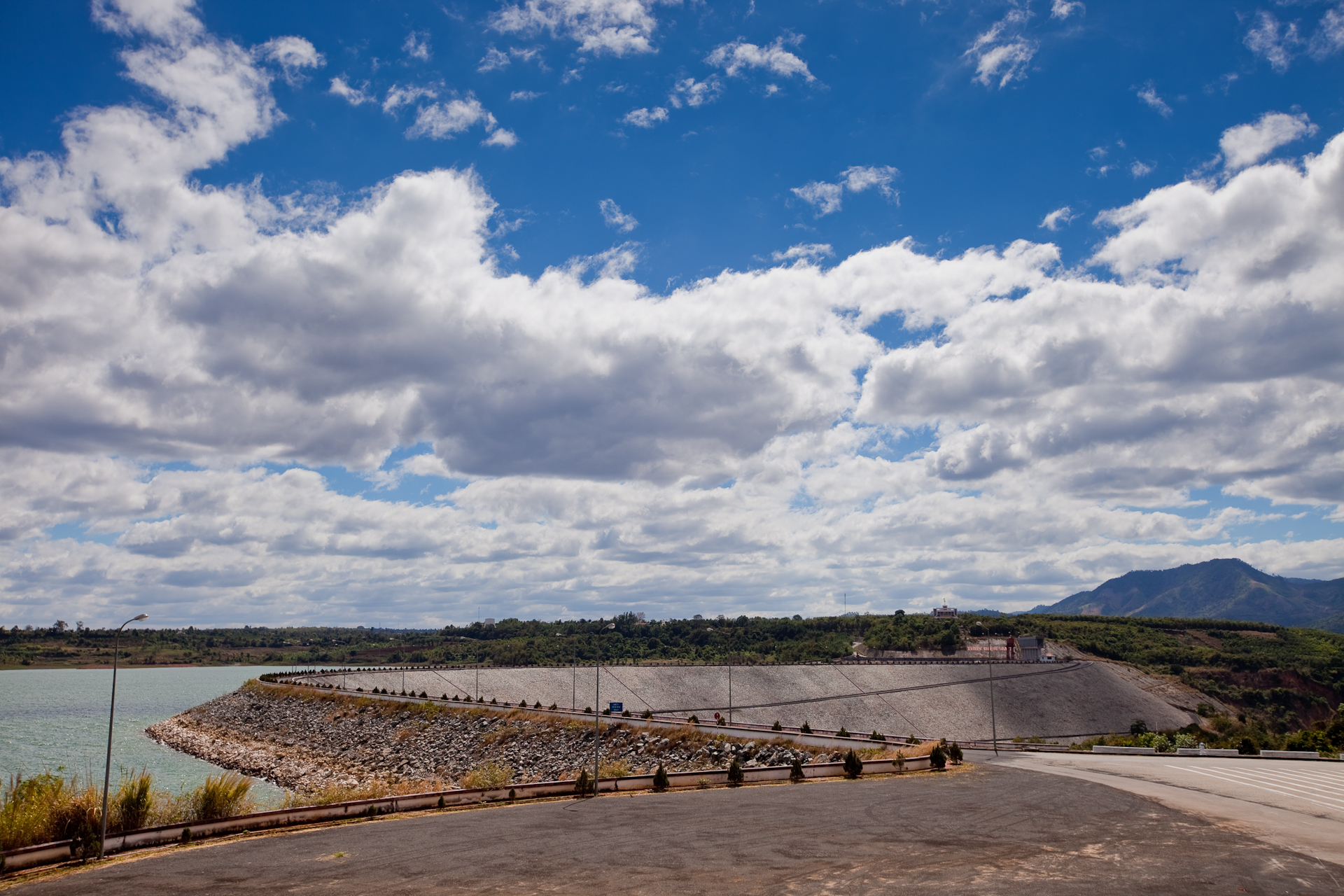

Công ty Thủy điện Yaly là doanh nghiệp trực thuộc Tập đoàn Điện lực Việt Nam, chịu trách nhiệm quản lý vận hành 3 nhà máy thủy điện lớn trên hệ thống bậc thang thủy điện trên sông Sê San, bao gồm Nhà máy thủy điện Ialy, Sê San 3 và Plei Krông.
Tiền thân của công ty là Nhà máy thủy điện Yaly, được khởi công xây dựng vào năm 1993, hoàn thành vào năm 2003, với nhà máy chính đặt tại thị trấn Ia Ly, huyện Chư Păh, tỉnh Gia Lai.
Vào năm 2002, Nhà máy thủy điện Sê San 3 được khởi công xây dựng với công suất thiết kế 260 MW với 2 tổ máy. Một năm sau, năm 2003. Nhà máy thủy điện Plei Krông được khởi công xây dựng với công suất thiết kế 100 MW với 2 tổ máy. Nhà máy thủy điện Sê San 3 bắt đầu lưới điện quốc gia lần đầu tiên vào năm 2006.
Đến năm 2007, Công ty Thủy điện Yaly được thành lập và quản lý vận hành 3 nhà máy thủy điện lớn trên hệ thống bậc thang thủy điện Sê San, bao gồm Nhà máy thủy điện Ialy, Sê San 3 và Plei Krông.